# Bryce Soderberg
Pour les articles homonymes, voir Soderberg.
Bryce Dane Soderberg est né le 10 avril 1980 à Victoria (Canada). Il est actuellement le bassiste du groupe américain Lifehouse. 
Bryce commence à jouer de la basse très jeune, dans son garage, avec ses frères. Il déménage pour Los Angeles à l’âge de 19 ans pour tenter sa chance et essayer de se construire une carrière dans la musique. À l’âge de 21 ans, il rejoint Elektra Records et part en tournée durant 3 ans sous la direction de Rivers Cuomo (membre du groupe Weezer). Après la disparition d’Elektra Records, Bryce fonde un groupe indépendant, Tomorrow and Everyday After (actuellement en pause) dans lequel il chante et écrit les paroles. En septembre 2004, il rejoint Lifehouse. Après que Bryce se soit joint au groupe, le trio enregistre l'album Lifehouse. Leur single You and Me se classe numéro 1 aux États-Unis.